# Lampronadata
Lampronadata är ett släkte av fjärilar. Lampronadata ingår i familjen tandspinnare.
Kladogram enligt Catalogue of Life:
| Lampronadata | \| \| Lampronadata chosennadata \| \| \| \| \| \| Lampronadata cristata \| \| \| \| \| \| Lampronadata splendida \| \| \| \| |
|              | \| \| Lampronadata chosennadata \| \| \| \| \| \| Lampronadata cristata \| \| \| \| \| \| Lampronadata splendida \| \| \| \| |
|              | Lampronadata chosennadata |
|              | |
|              | Lampronadata cristata |
|              | |
|              | Lampronadata splendida |
|              | |